# 피에타 (미켈란젤로)
피에타(이탈리아어: Pietà, 1498-1499)는 미켈란젤로 부오나로티가 조각한 것으로 현재 바티칸 시국의 성 베드로 대성전에 보관되어 있는 르네상스 시대 조각 예술의 대표적인 명작품이다. 그의 많은 피에타 상 중에서 최초의 것으로, 당시 로마에 체류 중이었던 프랑스 추기경 장 드 빌레르의 의뢰로 만든 것이었다. 커다란 대리석을 깎아 만든 이 조각상은 장 드 빌레르 추기경의 장례 미사 기념비로 제작되었지만, 18세기에 지금의 성 베드로 대성전 입구 오른쪽에 있는 경당으로 위치가 옮겨졌다. 이 피에타상은 유일하게 미켈란젤로가 직접 자신의 이름을 새긴 작품이기도 하다.
이 유명한 작품은 십자가에 매달려 죽은 후에 어머니인 성모 마리아의 무릎에 놓여진 예수 그리스도의 시신을 묘사한 것이다. 원래 피에타를 주제로 한 예술 작품은 북방에서 유래한 것인데, 이 조각상이 제작될 당시만 해도 아직까지는 이탈리아가 아닌 프랑스에서 유행을 하였다. 미켈란젤로의 피에타 표현은 이전 작품들과는 달리 마리아의 얼굴이 매우 앳되게 표현되었다는 점이나, 예수의 몸에 비해 마리아의 신체 비율이 매우 거대하게 표현된 점, 그리고 사망한 후 사후 강직이 일어났어야하는 예수의 몸이 부드럽게 늘어져있는 모습으로 표현된 점 등 매우 독창적으로 제작되었다. 미켈란젤로의 피에타는 고전적인 아름다움을 강조한 르네상스 시대 당시의 이상과 자연주의의 균형을 이룸으로써 예술학적으로 매우 중요한 작품이다. 또한, 미켈란젤로의 피에타는 미켈란젤로가 생전에 만든 거대한 조각 작품 가운데 유일하게 완성을 끝마친 작품이기도 하다.

## 같이 보기
- 피에타
- 모세상